# بالتسهایم
بالتسهایم (به آلمانی: Balzheim) یک شهر در آلمان است که در الب-دانو-کریس واقع شده‌است. بالتسهایم ۲٬۰۳۰ نفر جمعیت دارد.